# ルツェルン・ハウンド
ルツェルン・ハウンド（英: Lucern Hound）はスイスのルツェルン州原産のセントハウンド犬種である。スイス・ハウンドの1つに含まれる。ルツェルニーズ・ハウンド（英：Lucernese Hound）とも呼ばれる。ドイツ語ではルツェルナー・ラウフフント（英：Luzerner Laufhund）という。

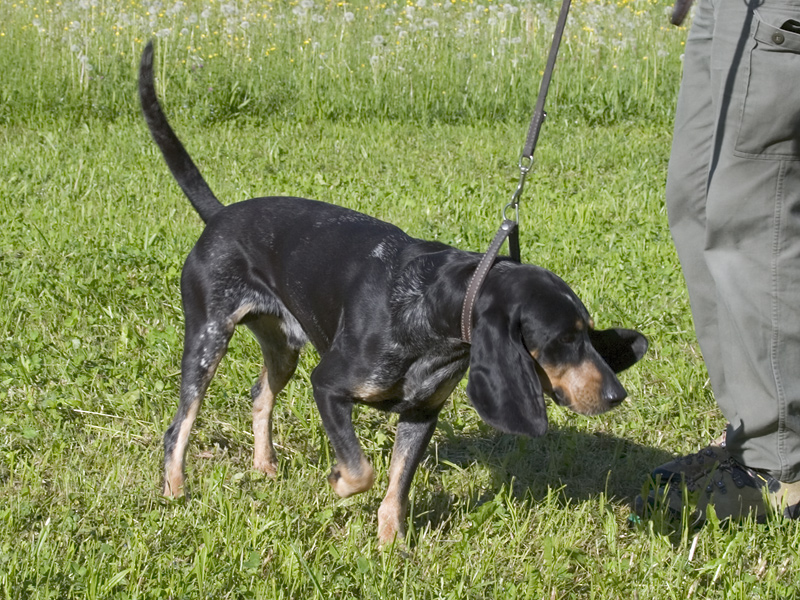
ルツェルン・ハウンド

## 歴史
フランスのグラン・ブルー・ド・ガスコーニュと共通の先祖を持ち、特徴もいくつか共通のものを持っている。先祖犬が原産地に連れてこられて土着の犬と交配することで作出されたといわれている。
主にイノシシやノロジカなどの大型獣を狩るのに用いられていた。獲物の臭いを追跡し、発見すると格闘を行って弱らせる。
近年は希少化が進み、獲物の減少も重なって用途が失われ、絶滅の危機に瀕している。基本的に地域原産の犬種であるため、他の国や地域では全く飼育されていない。大半は実猟犬やショードッグとして飼育されている。

## 特徴
ルツェルン・ハウンドの毛色は、ブルー・ローン（青かす毛）の地に黒の斑、目の上とマズル、足にタンのマーキング、そして胸部などにホワイトのパッチが入った複合色である。コートはスムースコートである。イノシシの牙突き攻撃やノロジカの角突きによるダメージを軽減したり、寒さや雨雪をしのぐのに都合がよいように発達した。筋肉質で引き締まった体つきで、脚が長く走るのが速い。頭部は小さめで、首はやや細い。胸は深い。マズルは先細りで長い。耳は長めの垂れ耳、尾は飾り毛のない垂れ尾。大型犬サイズで、性格は忠実で従順、勇敢である。大型獣の攻撃にも怯まず、時には大胆な攻撃も行う。しかし猟のとき以外は温厚で、警戒心は強いものの主人家族には友好的に接する。状況判断力は高い。吠え声はよく響き、活発でスタミナは多く、運動量は膨大である。